# Wahlen in Südafrika 2024
- EFF: 39
- MK: 58
- ANC: 159
- UDM: 3
- BOSA: 2
- RISE: 2
- DA: 87
- NCC: 2
- Al Jama-ah: 2
- ATM: 2
- Action: 6
- ACDP: 3
- IFP: 17
- VF+: 6
- PA: 9
- Sonst.: 3

Die allgemeinen Wahlen in Südafrika 2024 fanden am 29. Mai 2024 statt. Gewählt wurden die südafrikanische Nationalversammlung und die neun Provinzversammlungen. Es handelte sich um die siebte Wahl seit Ende der Apartheid. Die Regierungspartei ANC erlitt schwere Wahlverluste und verlor erstmals seit 30 Jahren ihre absolute Mehrheit in der Nationalversammlung. Die Wahlbeteiligung lag mit etwa 59 Prozent deutlich unter der vergangener Wahlen.

## Entwicklungen seit der letzten Wahl
Die letzte nationale Wahl im Jahr 2019 wurde vom Afrikanischen Nationalkongress (ANC) gewonnen, der 57,5 Prozent der Mandate in der Nationalversammlung gewann und mit Ausnahme der Provinz Westkap auch in allen Provinzen erfolgreich war. Die wichtigste Oppositionspartei, die Demokratische Allianz (DA), gewann 20,8 Prozent und die linkspopulistischen Economic Freedom Fighters (EFF) kamen auf 10,8 Prozent. Der ANC konnte damit mit komfortabler Mehrheit weiter alleine regieren. Allerdings zeigte sich im längeren zeitlichen Verlauf, dass der Stimmenanteil des ANC seit den Wahlen 2004 bei jeder Wahl kontinuierlich abgenommen hatte. Für die anstehende Wahl 2024 sagten viele Prognosen den Verlust der absoluten Stimmenmehrheit für den ANC voraus.
Der ANC unter der Führung von Staatspräsident Cyril Ramaphosa sah sich auch diesmal massiver Kritik von Seiten der Opposition ausgesetzt. Bemängelt wurden die unbefriedigende wirtschaftliche Lage Südafrikas mit einer auf hohem Niveau stagnierenden Arbeitslosenquote (32 Prozent im Jahr 2023), wirtschaftlicher Ungleichheit, massiven Korruptionsvorwürfen gegenüber verantwortlichen Politikern und einer chronisch instabilen Energieversorgung durch das staatliche Unternehmen Eskom mit häufigen Stromausfällen. Ein weiterer Kritikpunkt war die hohe Verbrechensrate. Mit 130 Vergewaltigungen und 80 Morden pro Tag im letzten Quartal 2023 zählte Südafrika statistisch zu den gefährlichsten Staaten der Welt. In Reaktion auf die Vorwürfe wies die ANC-Führung auf Erfolge der ANC-Politik hin. Die Armutsquote sei gefallen und immer mehr Südafrikaner lebten in menschenwürdigen Verhältnissen und Wohnungen. Auch die Gesundheitsversorgung habe sich verbessert.
Am 16. Dezember 2023 erklärte Ex-Präsident Jacob Zuma, der 2018 vor dem Hintergrund von Korruptions- und Vergewaltigungsvorwürfen zum Rücktritt gedrängt worden war, seinen Austritt aus dem ANC und seine Unterstützung für eine neue Partei, Umkhonto we Sizwe (MK). Jede Stimme für den ANC, so Zuma, sei „Verrat“, und der ANC unter Ramaphosa sei eine „Stellvertreterpartei für das weiße Monopolkapital“. Der ANC versuchte daraufhin auf juristischem Weg, die neue Partei zu sanktionieren, zum einen wegen der Nutzung des Namens der historischen Kampforganisation des ANC und zum anderen wegen der früheren Verurteilung Zumas durch ein südafrikanisches Gericht. Beides misslang jedoch zunächst und Zuma und seine Partei wurden zur Wahl zugelassen. Am 20. Mai entschied das Verfassungsgericht der Republik Südafrika über die Berufung und erklärte Zuma für die Wahl als nicht zugelassen.
Am 13. März 2024 trafen sich in Kapstadt Vertreter von elf politischen Parteien, darunter die Demokratische Allianz, ActionSA, Inkatha-Freiheitspartei, die Afrikanische Christlich-Demokratische Partei (ACDP), zu Gesprächen über die Bildung einer Mehrparteien-Regierung nach einer möglichen Wahlniederlage des ANC (Multi-Party Charter).
Im Vorfeld der Wahl wurde über mögliche Koalitionen nach der Wahl spekuliert, falls der ANC die absolute Mandatsmehrheit verlieren sollte. Koalitionen sind in Südafrika seit längerem auf kommunaler Ebene gang und gäbe. Diese haben aber bei Beobachtern und den südafrikanischen Wählern nicht den besten Ruf, weil sie als instabil, kurzlebig, und von politischem Abenteurertum und Interessenpolitik geprägt gelten. Eine direkte Koalition zwischen ANC und DA galt aufgrund der völlig divergenten Ansichten zum Israel-Palästina-Konflikt als unwahrscheinlich. Andererseits wurden der DA-geführten Multi-Party Charter keine großen Chancen eingeräumt, die absolute Mandatsmehrheit zu erringen, da die darin vertretenen Parteien bisher ihren Wahlkampf kaum aufeinander abstimmten und auch die Interessen zu heterogen waren. Als zwei mögliche „Königsmacher“, d. h. Unterstützer einer ANC-Minderheitsregierung galten die radikal-marxistischen Economic Freedom Fighters und die neue Zuma-Partei Umkhonto we Sizwe. Zu beiden bestehen seitens des ANC allerdings erhebliche programmatische Differenzen bzw. persönliche Animositäten.

Prominente Politiker
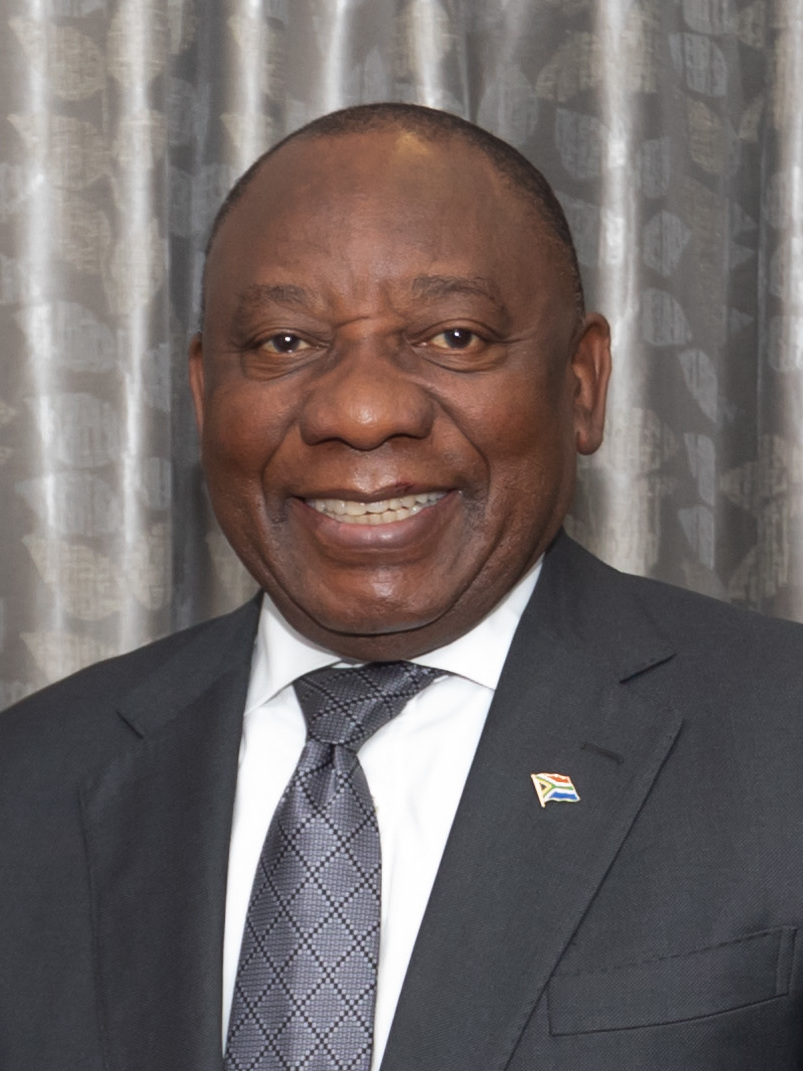
Cyril Ramaphosa ANC
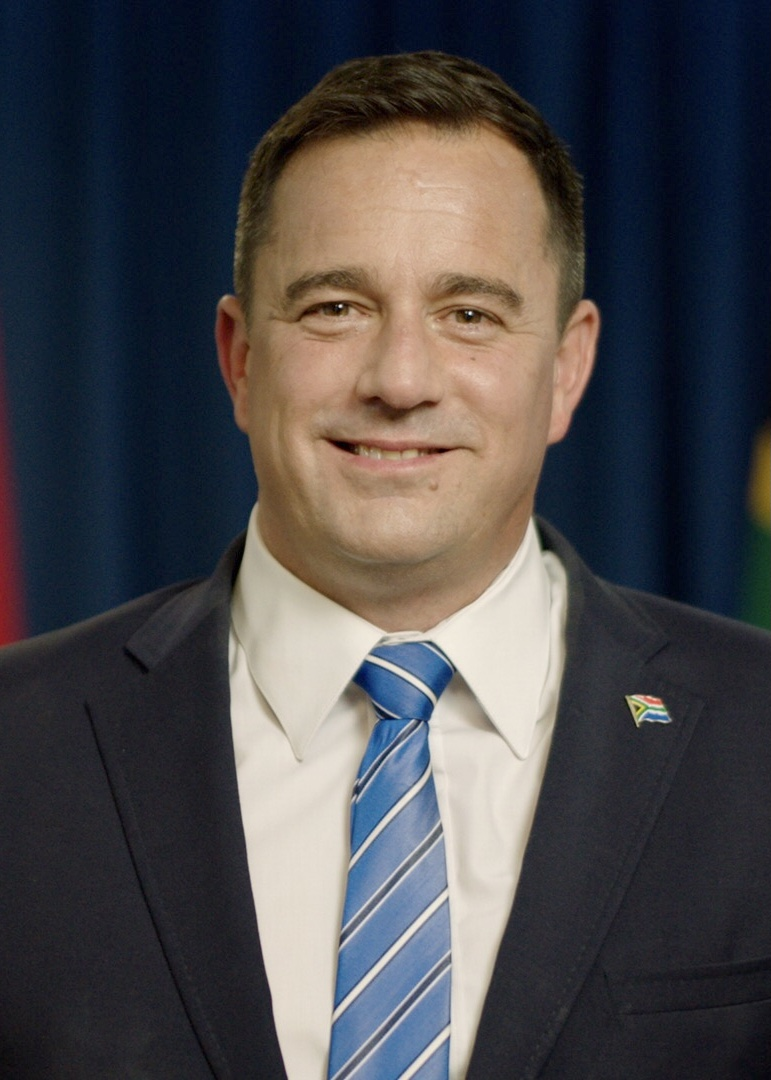
John Steenhuisen DA
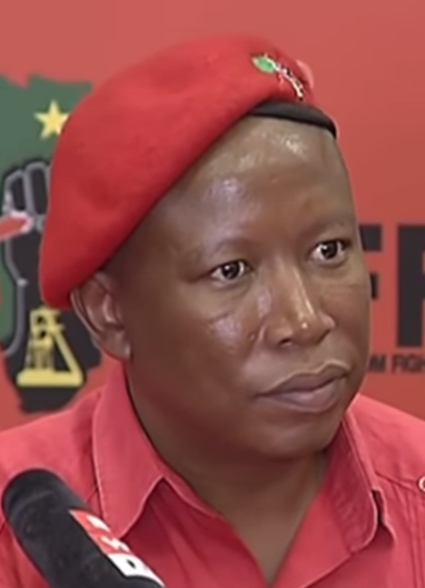
Julius Malema EFF
Velenkosini Hlabisa IFP
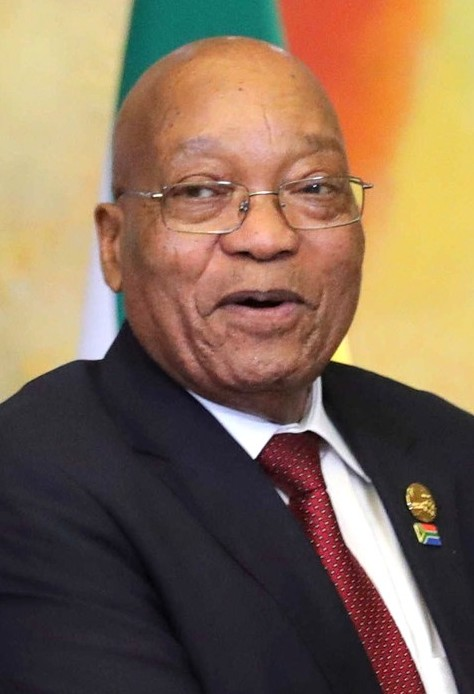
Jacob Zuma MK
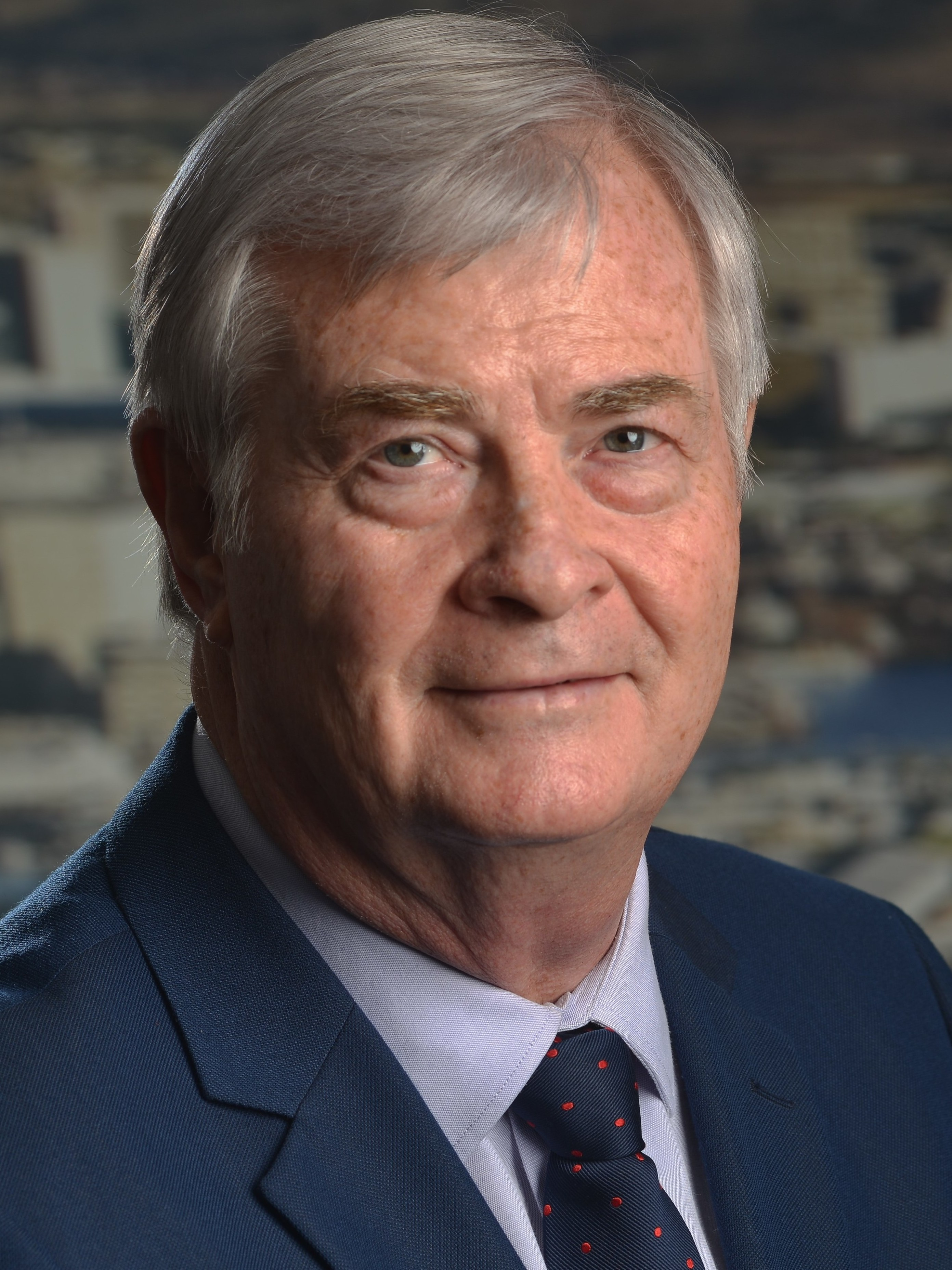
Pieter Groenewald VF+
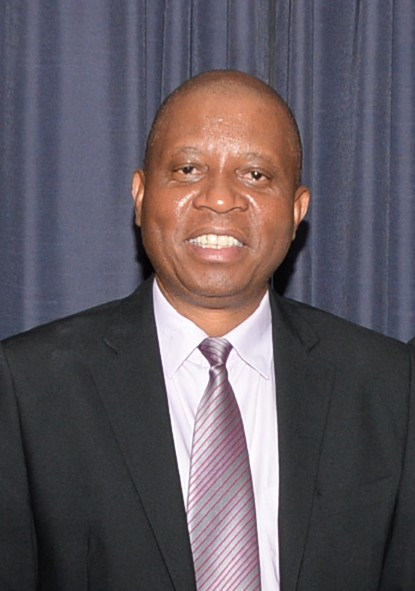
Herman Mashaba ActionSA
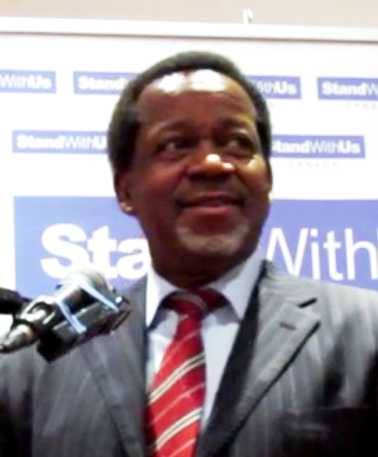
Kenneth Meshoe ACDP

## Wahlrecht und Grundsätze
Die Wahlgrundsätze für südafrikanische Wahlen auf nationaler und provinzialer Ebene sind durch gesetzliche Regelungen definiert (hauptsächlich der Electoral Commission Act, 1996 (Act 51 of 1996)) und unter Bezugnahme auf den Independent Electoral Commission Act, 1993 (Act No. 150 of 1993) aus der Zeit der Übergangsverfassung (1993). Zu den Kernaussagen für das Wahlsystem gehören die Abstände zwischen den Wahlen mit einer Dauer von 5 Jahren, das Mindestwahlalter für alle Südafrikaner von 18 Jahren sowie die Kontrolle aller erforderlichen Abläufe durch die Südafrikanische Wahlkommission (Electoral Commission of South Africa, „IEC“). Diese Kommission sichert den Wahlverlauf auf Basis der Bedingungen von allgemein, frei und fair. Für die Wahlkommission gilt der Grundsatz ihrer Unabhängigkeit:

„The Commission shall be impartial and shall exercise its powers and perform its functions without fear, favour or prejudice.“

„Die Kommission ist unparteiisch und übt ihre Befugnisse und Aufgaben ohne Furcht, Begünstigung oder Vorurteil aus.“

## Wahlmodus
| Landesweit   | Provinzen     | Provinzen |
| ------------ | ------------- | --------- |
| 200          | Ostkap        | 25        |
| 200          | Mpumalanga    | 15        |
| 200          | KwaZulu-Natal | 41        |
| 200          | Nordkap       | 5         |
| 200          | Limpopo       | 19        |
| 200          | Nordwest      | 13        |
| 200          | Freistaat     | 11        |
| 200          | Gauteng       | 48        |
| 200          | Westkap       | 23        |
| Zusammen 400 |               |           |

Im Jahr 2021 urteilte das Verfassungsgericht Südafrikas, dass das bisherige Wahlsystem modifiziert werden müsse, um auch die Wahl parteiloser Einzelkandidaten zu ermöglichen. Bei den bisherigen Wahlen war nur die Wahl von Parteien möglich gewesen. Die Wahlordnung wurde daraufhin dahingehend geändert, dass der Wähler künftig drei Stimmzettel statt bisher zwei Stimmzetteln (einer für die Parteien der Nationalversammlung und einer für die Parteien der jeweiligen Provinzialversammlung) anzukreuzen hat. Mit dem ersten Stimmzettel konnten Parteien für die Nationalversammlung gewählt werden. Mit dem zweiten (neu eingeführten) Stimmzettel konnten Parteien oder parteilose Einzelkandidaten aus der jeweiligen Provinz für die Nationalversammlung gewählt werden. Mit dem dritten Stimmzettel wurden Parteien oder parteilose Einzelkandidaten für die jeweilige Provinzialversammlung gewählt. Die Stimmzettel waren mit den Symbolen der Parteien und Miniaturfotos der Spitzenkandidaten versehen, um analphabetischen Wählern die Stimmabgabe zu erleichtern. Die Provinzen zählten als Wahlkreise für die Nationalversammlung. In der Praxis wurden 200 der 400 zu vergebenden Sitze der Nationalversammlung über die Ergebnisse der Provinzen (den zweiten Stimmzettel) vergeben. Die restlichen 200 Sitze wurden über die landesweiten Parteilisten aufgefüllt, so dass sich für die Parteien ein dem landesweiten Stimmenanteil entsprechender Sitzanteil (festgelegt durch den ersten Stimmzettel) ergab. Eine Sperrklausel gab es nicht. Dieser Wahlmodus galt als Übergangslösung, bis ein neues Wahlrecht ausgearbeitet worden ist.
Für die Wahl der Nationalversammlung wurden 52 registrierte politische Parteien zugelassen. Für die Wahl der Provinzialversammlungen betrug die Zahl der zugelassenen Parteien zwischen 24 (Provinz Nordkap) und 45 (Gauteng).

## Meinungsumfragen

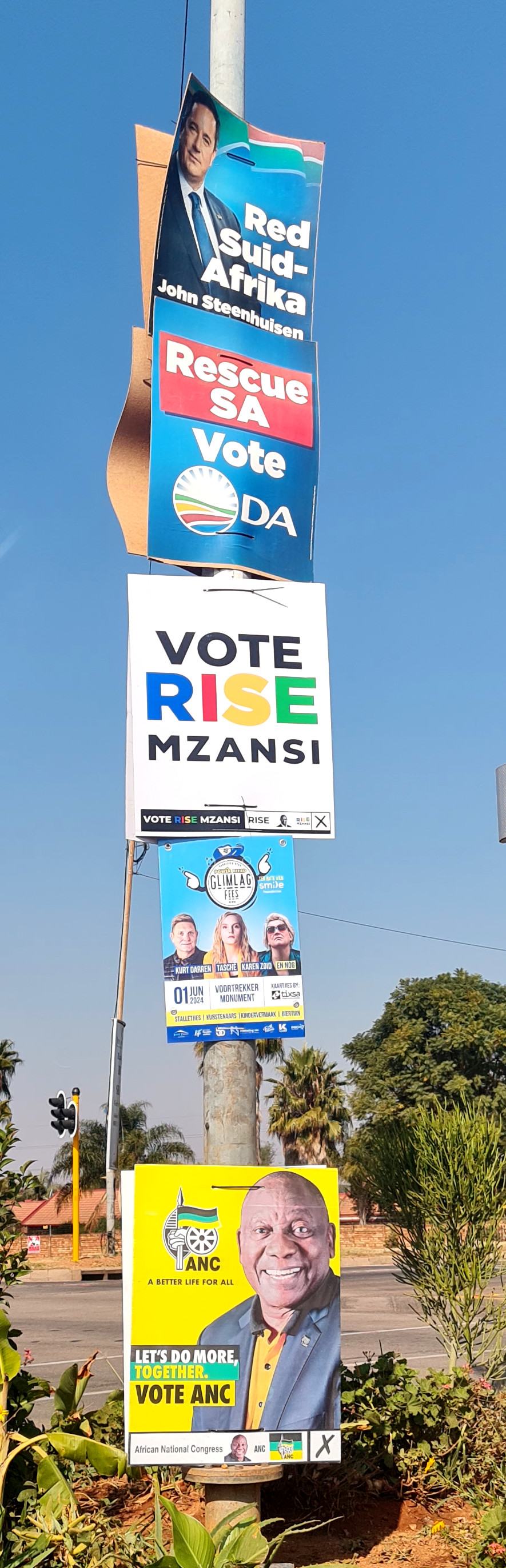
Wahlkampfplakate in Pretoria

### Umfragen zum Abstimmverhalten
Das Umfrageinstitut Ipsos führte drei ausführliche Umfragen im Vorfeld der Wahlen durch. In den Umfragen kam auch eine erhebliche Unzufriedenheit mit der politischen Klasse im Allgemeinen zum Ausdruck. Mehr als ein Drittel der Wähler (35 %) konnten sich mit keiner politischen Partei wirklich identifizieren. 23 Prozent der Befragten äußerten die Ansicht, dass sich Südafrika auf dem richtigen Weg befinde, während 66 Prozent meinten, dass dies nicht der Fall sei.
| Partei           | ANC    | DA 1   | EFF    | MK    | IFP 1 | ActionSA 1 | VF+ 1 | Andere |
| ---------------- | ------ | ------ | ------ | ----- | ----- | ---------- | ----- | ------ |
| 27. Oktober 2023 | 43 %   | 20 %   | 18 %   | –     | 5 %   | 4 %        | 2 %   | 8 %    |
| 6. Februar 2024  | 40,5 % | 20,5 % | 19,6 % | –     | 4,9 % | 4,3 %      | 2,1 % | 8,1 %  |
| 27. April 2024   | 40,2 % | 21,9 % | 11,5 % | 8,4 % | 4,4 % | 3,4 %      | 1,8 % | 8,4 %  |

Die Social Research Foundation führt ihrerseits tägliche repräsentative Befragungen im Vorfeld der Wahl durch. Hierbei werden stets 1800 Personen befragt und ein 6-Tages-Durchschnitt gebildet. Der ANC bewegt sich seit dem 15. April 2024 zwischen 36,4 und 45,9 Prozent, die DA zwischen 21,6 und 26,1 Prozent der Stimmen. Es folgen MK mit 9,3 bis 13,7 Prozent, EFF mit 7,6 bis 11,2 Prozent und IFP mit 2,7 bis 6,5 Prozent der Stimmen.

### Umfragen zu Themen
Das in Kapstadt ansässige Institute for Justice and Reconciliation (IJR) begann vor den Wahlen zusammen mit dem Meinungsforschungsinstitut Afrobarometer mit einer Verlaufsstudie unter der südafrikanischen Bevölkerung. Die Befragten wurden um ihre Aussage gebeten, welche Probleme die Regierung nach den Wahlen vorrangig aufgreifen und lösen soll. Diese Umfrage will das Institut nach den Wahlen fortsetzen. Im Verlaufe dieser repräsentativen Erhebung wurden landesweit 1800 Personen befragt. Die Ergebnisse vor der Wahl wurden als nicht überraschend beurteilt und verteilen sich wie folgt:
- 71 % Arbeitslosigkeit
- 26 % Elektrizitätsversorgung, Load shedding
- 21 % Korruption
- 21 % Inflation, Lebenshaltungskosten
- 21 % Armut
- 20 % Management der Wirtschaft (Wirtschaftspolitik)
- 17 % Kriminalität und Sicherheit
- 16 % Wasserversorgung
- 14 % Bildung
- 10 % Wohnen

Etwa 62 % der Befragten brachten zum Ausdruck, dass sie mit der Funktionsweise der Demokratie zur Bewältigung dieser zentralen Probleme unzufrieden sind.

## Wahlergebnisse

### Nationalversammlung

Stimmenstärkste Parteien nach Wahlbezirken

In der neu gewählten Nationalversammlung sind 18 Parteien vertreten, davon acht nur mit einem oder zwei Abgeordneten. Die sechs Parteien der Multi-Party charter gewannen zusammen 4.651.743 Stimmen (28,9 %) und 119 Mandate (29,75 %).
| Partei | Partei                                    | Kürzel        | Stimmen    | Prozent  | +/-       | Sitze  | Sitze |
| Partei | Partei                                    | Kürzel        | Stimmen    | Prozent  | +/-       | Gesamt | +/-   |
| ------ | ----------------------------------------- | ------------- | ---------- | -------- | --------- | ------ | ----- |
|        | African National Congress                 | ANC           | 6.459.683  | 40,18 %  | ▼ 17,32 % | 159    | ▼ 71  |
|        | Democratic AllianceMPC                    | DA            | 3.505.735  | 21,81 %  | ▲ 1,04 %  | 87     | ▲ 3   |
|        | uMkhonto we Sizwe                         | M.K.          | 2.344.309  | 14,58 %  | (neu)     | 58     | (neu) |
|        | Economic Freedom Fighters                 | EFF           | 1.529.961  | 9,52 %   | ▼ 1,28 %  | 39     | ▼ 5   |
|        | Inkatha Freedom PartyMPC                  | IFP           | 618.207    | 3,85 %   | ▲ 0,47 %  | 17     | ▲ 3   |
|        | Patriotic Alliance                        | PA            | 330.425    | 2,06 %   | ▲ 2,02 %  | 9      | ▲ 9   |
|        | Vryheidsfront PlusMPC                     | VF+           | 218.850    | 1,36 %   | ▼ 1,02 %  | 6      | ▼ 4   |
|        | ActionSAMPC                               | ACTIONSA      | 192.373    | 1,20 %   | (neu)     | 6      | (neu) |
|        | African Christian Democratic PartyMPC     | ACDP          | 96.575     | 0,60 %   | ▼ 0,24 %  | 3      | ▼ 1   |
|        | United Democratic Movement                | UDM           | 78.448     | 0,49 %   | ▲ 0,04 %  | 3      | ▲ 1   |
|        | Rise Mzansi                               | RISE          | 67.975     | 0,42 %   | (neu)     | 2      | (neu) |
|        | Build One South Africa                    | BOSA          | 65.912     | 0,41 %   | (neu)     | 2      | (neu) |
|        | African Transformation Movement           | ATM           | 63.554     | 0,40 %   | ▼ 0,04 %  | 2      | ▬ 0   |
|        | Al Jama-ah                                | ALJAMA        | 39.067     | 0,24 %   | ▲ 0,06 %  | 2      | ▲ 1   |
|        | National Coloured Congress                | NCC           | 37.422     | 0,23 %   | (neu)     | 2      | (neu) |
|        | Pan Africanist Congress                   | PAC           | 36.716     | 0,23 %   | ▲ 0,04 %  | 1      | ▬ 0   |
|        | United Africans Transformation            | UAT           | 35.679     | 0,22 %   | (neu)     | 1      | (neu) |
|        | Good                                      | GOOD          | 29.501     | 0,18 %   | ▼ 0,22 %  | 1      | ▼ 1   |
|        | #Hope4SA                                  | #HOPE4SA      | 27.206     | 0,17 %   | (neu)     | 0      | (neu) |
|        | Allied Movement for Change                | AM4C          | 22.055     | 0,14 %   | (neu)     | 0      | (neu) |
|        | United Independent MovementMPC            | UIM           | 20.003     | 0,12 %   | (neu)     | 0      | (neu) |
|        | African Independent Congress              | AIC           | 19.900     | 0,12 %   | ▼ 0,16 %  | 0      | ▬ 0   |
|        | National Freedom Party                    | NFP           | 19.397     | 0,12 %   | ▼ 0,23 %  | 0      | ▼ 2   |
|        | Azanian People’s Organisation             | AZAPO         | 19.048     | 0,12 %   | ▲ 0,05 %  | 0      | ▼ 2   |
|        | African Congress for Transformation       | ACT           | 18.354     | 0,11 %   | (neu)     | 0      | (neu) |
|        | African Heart Congress                    | AHC           | 16.306     | 0,10 %   | (neu)     | 0      | (neu) |
|        | Congress of the People                    | COPE          | 14.177     | 0,09 %   | ▼ 0,18 %  | 0      | ▼ 2   |
|        | African People’s Convention               | APC           | 13.195     | 0,08 %   | ▼ 0,03 %  | 0      | ▬ 0   |
|        | Africa Restoration Alliance               | ARA           | 11.108     | 0,07 %   | (neu)     | 0      | (neu) |
|        | Forum for Service Delivery                | F4SD          | 11.077     | 0,07 %   | ▲ 0,03 %  | 0      | ▬ 0   |
|        | Democratic Liberal Congress               | DLC           | 10.904     | 0,07 %   | ▲ 0,01 %  | 0      | ▬ 0   |
|        | Alliance of Citizens for Change           | A.C.C.        | 9.336      | 0,06 %   | (neu)     | 0      | (neu) |
|        | Action Alliance Development Party         | AADP          | 7.802      | 0,05 %   | (neu)     | 0      | (neu) |
|        | Conservatives in Action                   | CIASA         | 7.424      | 0,05 %   | (neu)     | 0      | (neu) |
|        | South African Royal Kingdoms Organisation | SARKO         | 6.685      | 0,04 %   | (neu)     | 0      | (neu) |
|        | Northern Cape Communities Movement        | NCCM          | 6.629      | 0,04 %   | (neu)     | 0      | (neu) |
|        | People’s Movement for Change              | PMC           | 5.539      | 0,03 %   | (neu)     | 0      | (neu) |
|        | Abantu Batho Congress                     | ABC           | 5.531      | 0,03 %   | (neu)     | 0      | (neu) |
|        | Economic Liberators Forum                 | ELF-SA        | 5.408      | 0,03 %   | (neu)     | 0      | (neu) |
|        | Organic Humanity Movement                 | OHM           | 5.241      | 0,03 %   | (neu)     | 0      | (neu) |
|        | African Content Movement                  | ACM           | 5.107      | 0,03 %   | ▬ 0,00 %  | 0      | ▬ 0   |
|        | Sizwe Ummah Nation                        | SUN           | 5.016      | 0,03 %   | (neu)     | 0      | (neu) |
|        | South African Rainbow Alliance            | SARA          | 4.796      | 0,03 %   | (neu)     | 0      | (neu) |
|        | African People’s Movement                 | APEMO         | 4.601      | 0,03 %   | (neu)     | 0      | (neu) |
|        | Able Leadership                           | AL            | 3.867      | 0,02 %   | (neu)     | 0      | (neu) |
|        | Referendum Party                          | RP            | 3.834      | 0,02 %   | (neu)     | 0      | (neu) |
|        | All Citizens Party                        | ACP           | 3.693      | 0,02 %   | (neu)     | 0      | (neu) |
|        | Africa Africans Reclaim                   | AAR           | 3.371      | 0,02 %   | (neu)     | 0      | (neu) |
|        | Citizans                                  | CITIZANS      | 2.992      | 0,02 %   | (neu)     | 0      | (neu) |
|        | Xiluva                                    | XILUVA        | 2.592      | 0,02 %   | (neu)     | 0      | (neu) |
|        | African Movement Congress                 | (ohne Kürzel) | 2.141      | 0,01 %   | (neu)     | 0      | (neu) |
|        | Free Democrats                            | FREE DEMS     | 1.992      | 0,01 %   | ▬ 0,00 %  | 0      | ▬ 0   |
| Gesamt | Gesamt                                    | Gesamt        | 16.076.719 | 100,00 % | –         | 400    | –     |

MPC Mitglied der Multi-Party Charter.

Stimmenanteile der vier größten Parteien nach Provinzen
African National Congress
Democratic Alliance
MK-Partei
Economic Freedom Fighters

### Provinzversammlungen
Bei den Wahlen zu den Parlamenten der neun Provinzen gewann die Democratic Alliance wie schon 2019 erneut die Mandatsmehrheit in der Provinz Westkap. Der ANC, der 2019 noch die Mehrheiten in den anderen acht Provinzen gewonnen hatte, verlor diese in den Provinzen KwaZulu-Natal, Gauteng und Nordkap. In KwaZulu-Natal wurde die MK-Patei stärkste Partei, verfehlte jedoch die absolute Mehrheit. In Gauteng kam der ANC auf 28 von 80 Mandaten und blieb damit stärkste Partei. In der Provinz Nordkap gewann er exakt die Hälfte der Mandate.

#### Ostkap
In der Provinz Ostkap kandidierten 27 Parteien. In der neu gewählten Provinzversammlung sind acht Parteien vertreten, davon drei mit nur einem Abgeordneten. Der ANC gewann die große Mehrheit der Mandate. Am 14. Juni 2024 wurde Oscar Mabuyane (ANC), der amtierende Premierminister des Ostkap, erneut für dieses Amt gewählt.

Sitzverteilung in der Provinzversammlung des Ostkaps:
EFF: 8
MK: 1
ANC: 45
UDM: 3
DA: 11
ATM: 1
VF+: 1
PA: 3

| Partei | Partei                                                | Kürzel        | Stimmen   | Prozent | Sitze |
| ------ | ----------------------------------------------------- | ------------- | --------- | ------- | ----- |
|        | African National Congress                             | ANC           | 1.114.294 | 62,16 % | 45    |
|        | Democratic Alliance                                   | DA            | 267.007   | 14,89 % | 11    |
|        | Economic Freedom Fighters                             | EFF           | 181.855   | 10,14 % | 8     |
|        | United Democratic Movement                            | UDM           | 66.572    | 3,71 %  | 3     |
|        | Patriotic Alliance                                    | PA            | 41.355    | 2,31 %  | 3     |
|        | African Transformation Movement                       | ATM           | 27.761    | 1,55 %  | 1     |
|        | uMkhonto we Sizwe                                     | M.K.          | 25.904    | 1,44 %  | 1     |
|        | Vryheidsfront Plus                                    | VF PLUS       | 9.321     | 0,52 %  | 1     |
|        | Pan Africanist Congress of Azania                     | PAC           | 9.168     | 0,51 %  | 0     |
|        | African Christian Democratic Party                    | ACDP          | 8.642     | 0,48 %  | 0     |
|        | ActionSA                                              | ACTIONSA      | 8.315     | 0,46 %  | 0     |
|        | Rise Mzansi                                           | RISE          | 5.167     | 0,29 %  | 0     |
|        | African Independent Congress                          | AIC           | 3.935     | 0,22 %  | 0     |
|        | Azanian People’s Organisation                         | AZAPO         | 3.884     | 0,22 %  | 0     |
|        | Build One South Africa                                | BOSA          | 3.138     | 0,18 %  | 0     |
|        | Congress of the People                                | COPE          | 2.178     | 0,12 %  | 0     |
|        | Batho Pele Movement                                   | BPM           | 2.078     | 0,12 %  | 0     |
|        | African People’s Convention                           | APC           | 1.770     | 0,10 %  | 0     |
|        | Good                                                  | GOOD          | 1.683     | 0,09 %  | 0     |
|        | Al Jama-ah                                            | ALJAMA        | 1.543     | 0,09 %  | 0     |
|        | Alliance of Citizens for Change                       | A.C.C.        | 1.511     | 0,08 %  | 0     |
|        | Inkatha Freedom Party                                 | IFP           | 1.343     | 0,07 %  | 0     |
|        | Arise South Africa                                    | ASA           | 1.134     | 0,06 %  | 0     |
|        | African Congress for Transformation                   | ACT           | 1.047     | 0,06 %  | 0     |
|        | Komani Progress Action                                | KPA           | 976       | 0,05 %  | 0     |
|        | Independent South African National Civic Organisation | ISANCO        | 877       | 0,05 %  | 0     |
|        | African Movement Congress                             | (ohne Kürzel) | 269       | 0,02 %  | 0     |

#### Freistaat
Im Freistaat kandidierten 26 Parteien. In der neu gewählten Provinzversammlung sind sechs Parteien vertreten, davon drei mit nur einem Abgeordneten. Der ANC gewann eine knappe Mehrheit der Mandate. Am 14. Juni 2024 wurde Maqueen Letsoha-Mathae (ANC) zur Premierministerin des Freistaats gewählt.

Sitzverteilung in der Provinzversammlung des Freistaats:
EFF: 4
MK: 1
ACT: 1
ANC: 16
DA: 7
VF+: 1

| Partei | Partei                              | Kürzel        | Stimmen | Prozent | Sitze |
| ------ | ----------------------------------- | ------------- | ------- | ------- | ----- |
|        | African National Congress           | ANC           | 429.241 | 51,87 % | 16    |
|        | Democratic Alliance                 | DA            | 181.062 | 21,88 % | 7     |
|        | Economic Freedom Fighters           | EFF           | 111.850 | 13,52 % | 4     |
|        | Vryheidsfront Plus                  | VF PLUS       | 24.933  | 3,01 %  | 1     |
|        | uMkhonto we Sizwe                   | M.K.          | 15.985  | 1,93 %  | 1     |
|        | African Congress for Transformation | ACT           | 15.120  | 1,83 %  | 1     |
|        | Patriotic Alliance                  | PA            | 11.730  | 1,42 %  | 0     |
|        | African Transformation Movement     | ATM           | 5.874   | 0,71 %  | 0     |
|        | ActionSA                            | ACTIONSA      | 4.503   | 0,54 %  | 0     |
|        | African Content Movement            | ACM           | 4.414   | 0,53 %  | 0     |
|        | African Christian Democratic Party  | ACDP          | 3.967   | 0,48 %  | 0     |
|        | Build One South Africa              | BOSA          | 2.916   | 0,35 %  | 0     |
|        | Rise Mzansi                         | RISE          | 2.348   | 0,28 %  | 0     |
|        | Pan Africanist Congress of Azania   | PAC           | 1.970   | 0,24 %  | 0     |
|        | Congress of the People              | COPE          | 1.860   | 0,22 %  | 0     |
|        | Inkatha Freedom Party               | IFP           | 1.537   | 0,19 %  | 0     |
|        | Arise South Africa                  | ASA           | 1.453   | 0,18 %  | 0     |
|        | United Africans Transformation      | UAT           | 1.408   | 0,17 %  | 0     |
|        | Forum 4 Service Delivery            | F4SD          | 1.193   | 0,14 %  | 0     |
|        | United Democratic Movement          | UDM           | 986     | 0,12 %  | 0     |
|        | African People’s Convention         | APC           | 672     | 0,08 %  | 0     |
|        | Abantu Batho Congress               | ABC           | 560     | 0,07 %  | 0     |
|        | Good                                | GOOD          | 483     | 0,06 %  | 0     |
|        | All Citizens Party                  | ACP           | 469     | 0,06 %  | 0     |
|        | National Freedom Party              | NFP           | 241     | 0,03 %  | 0     |
|        | African Movement Congress           | (ohne Kürzel) | 179     | 0,02 %  | 0     |

#### Gauteng
In der Provinz Gauteng kandidierten 44 Parteien. In der neu gewählten Provinzversammlung sind elf Parteien vertreten, davon vier mit nur einem Abgeordneten. Der ANC wurde stärkste Partei, kam aber nur auf etwas mehr als ein Drittel der Mandate. Am 14. Juni 2024 wurde der amtierende Premierminister Panyaza Lesufi (ANC) ohne Gegenkandidaten mit den Stimmen von ANC und DA erneut für eine zweite Amtszeit gewählt. Die nach längeren Verhandlungen am 3. Juli 2024 gebildete Koalitionsregierung bestand aus ANC, IFP, PA und RISE. Die DA beteiligte sich nicht an der Koalitionsregierung. Zur Begründung  erklärte sie, dass der ANC nicht bereit gewesen wäre, über eine wirkliche Teilung der politischen Macht zu sprechen, bzw. seine bisherige Politik substanziell zu ändern.

Sitzverteilung in der Provinzversammlung von Gauteng:
EFF: 11
MK: 8
ANC: 28
BOSA: 1
RISE: 1
DA: 22
ActionSA: 3
ACDP: 1
IFP: 1
VF+: 2
PA: 2

| Partei | Partei                                    | Kürzel        | Stimmen   | Prozent | Sitze |
| ------ | ----------------------------------------- | ------------- | --------- | ------- | ----- |
|        | African National Congress                 | ANC           | 1.367.248 | 34,76 % | 28    |
|        | Democratic Alliance                       | DA            | 1.079.229 | 27,44 % | 22    |
|        | Economic Freedom Fighters                 | EFF           | 508.390   | 12,93 % | 11    |
|        | uMkhonto we Sizwe                         | M.K.          | 384.968   | 9,79 %  | 8     |
|        | ActionSA                                  | ACTIONSA      | 163.541   | 4,16 %  | 3     |
|        | Vryheidsfront Plus                        | VF PLUS       | 91.521    | 2,33 %  | 2     |
|        | Patriotic Alliance                        | PA            | 79.964    | 2,03 %  | 2     |
|        | Rise Mzansi                               | RISE          | 38.496    | 0,98 %  | 1     |
|        | Inkatha Freedom Party                     | IFP           | 34.250    | 0,87 %  | 1     |
|        | Build One South Africa                    | BOSA          | 29.978    | 0,76 %  | 1     |
|        | African Christian Democratic Party        | ACDP          | 29.163    | 0,74 %  | 1     |
|        | Al Jama-ah                                | ALJAMA        | 14.675    | 0,37 %  | 0     |
|        | African Transformation Movement           | ATM           | 11.419    | 0,29 %  | 0     |
|        | Pan Africanist Congress of Azania         | PAC           | 11.227    | 0,29 %  | 0     |
|        | United Africans Transformation            | UAT           | 9.220     | 0,23 %  | 0     |
|        | #Hope4sa                                  | #HOPE4SA      | 8.748     | 0,22 %  | 0     |
|        | United Democratic Movement                | UDM           | 7.565     | 0,19 %  | 0     |
|        | Arise South Africa                        | ASA           | 5.723     | 0,15 %  | 0     |
|        | Good                                      | GOOD          | 5.307     | 0,13 %  | 0     |
|        | Congress of the People                    | COPE          | 5.151     | 0,13 %  | 0     |
|        | Azanian People’s Organisation             | AZAPO         | 4.877     | 0,12 %  | 0     |
|        | African Independent Congress              | AIC           | 4.371     | 0,11 %  | 0     |
|        | Allied Movement for Change                | AM4C          | 4.348     | 0,11 %  | 0     |
|        | African Heart Congress                    | AHC           | 3.938     | 0,10 %  | 0     |
|        | Basic Income Grant SA                     | BIG SA        | 3.079     | 0,08 %  | 0     |
|        | South African Rainbow Alliance            | SARA          | 2.745     | 0,07 %  | 0     |
|        | Action Alliance Development Party         | AADP          | 2.716     | 0,07 %  | 0     |
|        | Operation Dudula                          | O.D           | 2.664     | 0,07 %  | 0     |
|        | African Congress for Transformation       | ACT           | 2.384     | 0,06 %  | 0     |
|        | African People’s Convention               | APC           | 2.308     | 0,06 %  | 0     |
|        | Economic Liberators Forum South Africa    | ELF-SA        | 1.512     | 0,04 %  | 0     |
|        | Alliance of Citizens for Change           | A.C.C.        | 1.482     | 0,04 %  | 0     |
|        | Forum 4 Service Delivery                  | F4SD          | 1.322     | 0,03 %  | 0     |
|        | Africa Restoration Alliance               | ARA           | 1.284     | 0,03 %  | 0     |
|        | National Freedom Party                    | NFP           | 1.248     | 0,03 %  | 0     |
|        | Africa Africans Reclaim                   | AAR           | 1.239     | 0,03 %  | 0     |
|        | Xiluva                                    | XILUVA        | 980       | 0,02 %  | 0     |
|        | Sizwe Ummah Nation                        | SUN           | 810       | 0,02 %  | 0     |
|        | Bolsheviks Party Of South Africa          | BPSA          | 797       | 0,02 %  | 0     |
|        | Azania Peaceful Revolution                | AZANIA        | 794       | 0,02 %  | 0     |
|        | African Independent People’s Organisation | AIPO          | 727       | 0,02 %  | 0     |
|        | Cibi Bongani Wellington - 586331          | IND           | 503       | 0,01 %  | 0     |
|        | African People First                      | APF           | 407       | 0,01 %  | 0     |
|        | African Movement Congress                 | (ohne Kürzel) | 277       | 0,01 %  | 0     |

#### KwaZulu-Natal
In der Provinz KwaZulu-Natal kandidierten 32 Parteien. In der neu gewählten Provinzversammlung sind sechs Parteien vertreten, davon eine (NFP) mit nur einem Abgeordneten. Die im Vorjahr neu gegründete MK-Partei wurde stärkste Partei, verfehlte aber die absolute Mehrheit. Zweit- und drittstärkste Partei wurden IFP und ANC, die jeweils etwa auf ein rundes Sechstel der Stimmen kamen. Am 14. Juni 2024 wurde Thami Ntuli (IFP) mit 41 Stimmen zum Premierminister von KwaZulu-Natal gewählt. Er wurde durch eine Koalition aus ANC, DA, IFP und NFP unterstützt. Sein Gegenkandidat Inkosi Phathisizwe Chiliza von der MK-Partei erhielt 39 Stimmen.

Sitzverteilung in der Provinzversammlung von KwaZulu-Natal:
EFF: 2
MK: 37
ANC: 14
DA: 11
NFP: 1
IFP: 15

| Partei | Partei                                 | Kürzel        | Stimmen   | Prozent | Sitze |
| ------ | -------------------------------------- | ------------- | --------- | ------- | ----- |
|        | uMkhonto we Sizwe                      | M.K.          | 1.590.813 | 45,35 % | 37    |
|        | Inkatha Freedom Party                  | IFP           | 633.771   | 18,07 % | 15    |
|        | African National Congress              | ANC           | 595.958   | 16,99 % | 14    |
|        | Democratic Alliance                    | DA            | 468.515   | 13,36 % | 11    |
|        | Economic Freedom Fighters              | EFF           | 79.211    | 2,26 %  | 2     |
|        | National Freedom Party                 | NFP           | 19.548    | 0,56 %  | 1     |
|        | African Christian Democratic Party     | ACDP          | 11.366    | 0,32 %  | 0     |
|        | ActionSA                               | ACTIONSA      | 9.569     | 0,27 %  | 0     |
|        | Allied Movement for Change             | AM4C          | 8.007     | 0,23 %  | 0     |
|        | Patriotic Alliance                     | PA            | 7.843     | 0,22 %  | 0     |
|        | African Transformation Movement        | ATM           | 6.477     | 0,18 %  | 0     |
|        | Democratic Liberal Congress            | DLC           | 6.126     | 0,17 %  | 0     |
|        | Al Jama-ah                             | ALJAMA        | 6.012     | 0,17 %  | 0     |
|        | Vryheidsfront Plus                     | VF PLUS       | 5.638     | 0,16 %  | 0     |
|        | Build One South Africa                 | BOSA          | 4.648     | 0,13 %  | 0     |
|        | African People’s Movement              | APEMO         | 4.117     | 0,12 %  | 0     |
|        | Rise Mzansi                            | RISE          | 3.898     | 0,11 %  | 0     |
|        | Pan Africanist Congress of Azania      | PAC           | 3.817     | 0,11 %  | 0     |
|        | Justice and Employment Party           | JEP           | 3.626     | 0,10 %  | 0     |
|        | Congress of the People                 | COPE          | 3.615     | 0,10 %  | 0     |
|        | Abantu Batho Congress                  | ABC           | 3.214     | 0,09 %  | 0     |
|        | People’s Freedom Party                 | PFP           | 3.162     | 0,09 %  | 0     |
|        | Sizwe Ummah Nation                     | SUN           | 2.731     | 0,08 %  | 0     |
|        | United Democratic Movement             | UDM           | 2.565     | 0,07 %  | 0     |
|        | African Independent Congress           | AIC           | 2.527     | 0,07 %  | 0     |
|        | African Movement Congress              | (ohne Kürzel) | 2.049     | 0,06 %  | 0     |
|        | Good                                   | GOOD          | 2.005     | 0,06 %  | 0     |
|        | Arise South Africa                     | ASA           | 1.958     | 0,06 %  | 0     |
|        | African People First                   | APF           | 1.007     | 0,03 %  | 0     |
|        | Economic Liberators Forum South Africa | ELF-SA        | 679       | 0,02 %  | 0     |
|        | All Citizens Party                     | ACP           | 631       | 0,02 %  | 0     |
|        | Africa Restoration Alliance            | ARA           | 629       | 0,02 %  | 0     |

#### Limpopo
In der Provinz Limpopo kandidierten 32 Parteien. In der neu gewählten Provinzversammlung sind sechs Parteien vertreten, davon drei mit nur einem Abgeordneten. Der ANC gewann die große Mehrheit der Mandate. Am 14. Juni 2024 wurde Phophi Ramathuba zum neuen Premierminister von Limpopo gewählt.

Sitzverteilung in der Provinzversammlung von Limpopo:
EFF: 9
UAT: 1
MK: 1
ANC: 48
DA: 4
VF+: 1

| Partei | Partei                                                         | Kürzel        | Stimmen   | Prozent | Sitze |
| ------ | -------------------------------------------------------------- | ------------- | --------- | ------- | ----- |
|        | African National Congress                                      | ANC           | 1.037.627 | 73,30 % | 48    |
|        | Economic Freedom Fighters                                      | EFF           | 199.900   | 14,12 % | 9     |
|        | Democratic Alliance                                            | DA            | 84.388    | 5,96 %  | 4     |
|        | Vryheidsfront Plus                                             | VF PLUS       | 15.393    | 1,09 %  | 1     |
|        | uMkhonto we Sizwe                                              | M.K.          | 12.027    | 0,85 %  | 1     |
|        | United Africans Transformation                                 | UAT           | 11.653    | 0,82 %  | 1     |
|        | ActionSA                                                       | ACTIONSA      | 9.180     | 0,65 %  | 0     |
|        | African Christian Democratic Party                             | ACDP          | 4.810     | 0,34 %  | 0     |
|        | Action Alliance Development Party                              | AADP          | 4.448     | 0,31 %  | 0     |
|        | Build One South Africa                                         | BOSA          | 3.706     | 0,26 %  | 0     |
|        | Pan Africanist Congress of Azania                              | PAC           | 3.332     | 0,24 %  | 0     |
|        | Bolsheviks Party Of South Africa                               | BPSA          | 3.186     | 0,23 %  | 0     |
|        | African People’s Convention                                    | APC           | 2.692     | 0,19 %  | 0     |
|        | Congress of the People                                         | COPE          | 2.357     | 0,17 %  | 0     |
|        | Patriotic Alliance                                             | PA            | 2.272     | 0,16 %  | 0     |
|        | Arise South Africa                                             | ASA           | 2.179     | 0,15 %  | 0     |
|        | Rise Mzansi                                                    | RISE          | 2.123     | 0,15 %  | 0     |
|        | Able Leadership                                                | AL            | 1.834     | 0,13 %  | 0     |
|        | Economic Liberators Forum South Africa                         | ELF-SA        | 1.655     | 0,12 %  | 0     |
|        | Forum 4 Service Delivery                                       | F4SD          | 1.403     | 0,10 %  | 0     |
|        | Socialist Agenda of Dispossessed Africans                      | SADA          | 1.300     | 0,09 %  | 0     |
|        | South African Maintenance and Estate Beneficiaries Association | SAMEBA        | 1.242     | 0,09 %  | 0     |
|        | African Transformation Movement                                | ATM           | 1.204     | 0,09 %  | 0     |
|        | United Democratic Movement                                     | UDM           | 905       | 0,06 %  | 0     |
|        | Inkatha Freedom Party                                          | IFP           | 890       | 0,06 %  | 0     |
|        | Operation Dudula                                               | O.D           | 736       | 0,05 %  | 0     |
|        | South African Rainbow Alliance                                 | SARA          | 686       | 0,05 %  | 0     |
|        | All Citizens Party                                             | ACP           | 637       | 0,04 %  | 0     |
|        | National Independent Party                                     | NIP           | 439       | 0,03 %  | 0     |
|        | Good                                                           | GOOD          | 317       | 0,02 %  | 0     |
|        | Al Jama-ah                                                     | ALJAMA        | 243       | 0,02 %  | 0     |
|        | African Movement Congress                                      | (ohne Kürzel) | 129       | 0,01 %  | 0     |

#### Mpumalanga
In der Provinz Mpumalanga kandidierten 27 Parteien. In der neu gewählten Provinzversammlung sind sechs Parteien vertreten, davon zwei mit nur einem Abgeordneten. Der ANC gewann die Mehrheit der Mandate. Am 14. Juni 2024 wurde Mandla Ndlovu (ANC) zum neuen Premierminister von Mpumalanga gewählt.

Sitzverteilung in der Provinzversammlung von Mpumalanga:
EFF: 7
MK: 9
ANC: 27
DA: 6
ACTIONSA: 1
VF+: 1

| Partei | Partei                                    | Kürzel        | Stimmen | Prozent | Sitze |
| ------ | ----------------------------------------- | ------------- | ------- | ------- | ----- |
|        | African National Congress                 | ANC           | 584.609 | 51,15 % | 27    |
|        | uMkhonto we Sizwe                         | M.K.          | 193.995 | 16,97 % | 9     |
|        | Economic Freedom Fighters                 | EFF           | 158.511 | 13,87 % | 7     |
|        | Democratic Alliance                       | DA            | 137.408 | 12,02 % | 6     |
|        | Vryheidsfront Plus                        | VF PLUS       | 17.514  | 1,53 %  | 1     |
|        | ActionSA                                  | ACTIONSA      | 5.727   | 0,50 %  | 1     |
|        | United Africans Transformation            | UAT           | 5.512   | 0,48 %  | 0     |
|        | African Christian Democratic Party        | ACDP          | 5.401   | 0,47 %  | 0     |
|        | Inkatha Freedom Party                     | IFP           | 5.352   | 0,47 %  | 0     |
|        | African Transformation Movement           | ATM           | 4.918   | 0,43 %  | 0     |
|        | African Independent People’s Organisation | AIPO          | 4.004   | 0,35 %  | 0     |
|        | African People’s Convention               | APC           | 3.542   | 0,31 %  | 0     |
|        | Patriotic Alliance                        | PA            | 2.911   | 0,25 %  | 0     |
|        | Rise Mzansi                               | RISE          | 2.189   | 0,19 %  | 0     |
|        | Build One South Africa                    | BOSA          | 2.147   | 0,19 %  | 0     |
|        | Pan Africanist Congress of Azania         | PAC           | 1.811   | 0,16 %  | 0     |
|        | Arise South Africa                        | ASA           | 1.529   | 0,13 %  | 0     |
|        | Congress of the People                    | COPE          | 1.075   | 0,09 %  | 0     |
|        | Bolsheviks Party Of South Africa          | BPSA          | 1.064   | 0,09 %  | 0     |
|        | United Democratic Movement                | UDM           | 916     | 0,08 %  | 0     |
|        | Sindawonye Progressive Party              | SPP           | 793     | 0,07 %  | 0     |
|        | Good                                      | GOOD          | 501     | 0,04 %  | 0     |
|        | Economic Liberators Forum South Africa    | ELF-SA        | 480     | 0,04 %  | 0     |
|        | National Freedom Party                    | NFP           | 443     | 0,04 %  | 0     |
|        | Able Leadership                           | AL            | 258     | 0,02 %  | 0     |
|        | Africa Restoration Alliance               | ARA           | 258     | 0,02 %  | 0     |
|        | African Movement Congress                 | (ohne Kürzel) | 163     | 0,01 %  | 0     |

#### Nordwest
In der Provinz Nordwest kandidierten 28 Parteien. In der neu gewählten Provinzversammlung sind sechs Parteien vertreten, davon drei mit nur einem Abgeordneten. Der ANC gewann die Mehrheit der Mandate. Am 14. Juni 2024 wurde Lazarus Mokgosi (ANC) zum neuen Premierminister der Westprovinz gewählt.

Sitzverteilung in der Provinzversammlung der Provinz Nordwest:
EFF: 7
MK: 9
ANC: 27
DA: 6
ACTIONSA: 1
VF+: 1

| Partei | Partei                                 | Kürzel        | Stimmen | Prozent | Sitze |
| ------ | -------------------------------------- | ------------- | ------- | ------- | ----- |
|        | African National Congress              | ANC           | 510.994 | 57,73 % | 23    |
|        | Economic Freedom Fighters              | EFF           | 153.743 | 17,37 % | 7     |
|        | Democratic Alliance                    | DA            | 117.168 | 13,24 % | 5     |
|        | Vryheidsfront Plus                     | VF PLUS       | 23.003  | 2,60 %  | 1     |
|        | uMkhonto we Sizwe                      | M.K.          | 18.198  | 2,06 %  | 1     |
|        | ActionSA                               | ACTIONSA      | 15.053  | 1,70 %  | 1     |
|        | Patriotic Alliance                     | PA            | 8.040   | 0,91 %  | 0     |
|        | Forum 4 Service Delivery               | F4SD          | 5.143   | 0,58 %  | 0     |
|        | United Africans Transformation         | UAT           | 4.779   | 0,54 %  | 0     |
|        | African Christian Democratic Party     | ACDP          | 3.941   | 0,45 %  | 0     |
|        | Build One South Africa                 | BOSA          | 3.892   | 0,44 %  | 0     |
|        | Rise Mzansi                            | RISE          | 3.189   | 0,36 %  | 0     |
|        | African Independent Congress           | AIC           | 2.182   | 0,25 %  | 0     |
|        | United Democratic Movement             | UDM           | 2.132   | 0,24 %  | 0     |
|        | Arise South Africa                     | ASA           | 1.740   | 0,20 %  | 0     |
|        | Congress of the People                 | COPE          | 1.738   | 0,20 %  | 0     |
|        | African Congress for Transformation    | ACT           | 1.591   | 0,18 %  | 0     |
|        | African Transformation Movement        | ATM           | 1.396   | 0,16 %  | 0     |
|        | Inkatha Freedom Party                  | IFP           | 1.335   | 0,15 %  | 0     |
|        | Pan Africanist Congress of Azania      | PAC           | 1.330   | 0,15 %  | 0     |
|        | Economic Liberators Forum South Africa | ELF-SA        | 1.053   | 0,12 %  | 0     |
|        | Al Jama-ah                             | ALJAMA        | 725     | 0,08 %  | 0     |
|        | African People’s Convention            | APC           | 707     | 0,08 %  | 0     |
|        | Africa Restoration Alliance            | ARA           | 510     | 0,06 %  | 0     |
|        | Good                                   | GOOD          | 500     | 0,06 %  | 0     |
|        | Sizwe Ummah Nation                     | SUN           | 485     | 0,05 %  | 0     |
|        | All Citizens Party                     | ACP           | 413     | 0,05 %  | 0     |
|        | African Movement Congress              | (ohne Kürzel) | 226     | 0,03 %  | 0     |

#### Nordkap
In der Provinz Nordkap kandidierten 24 Parteien. In der neu gewählten Provinzversammlung sind fünf Parteien vertreten, davon eine (VF+) mit nur einem Abgeordneten. Der ANC gewann exakt die Hälfte der Mandate. Am 14. Juni 2024 wurde Zamani Saul (ANC) mit 19 Stimmen zum Premierminister des Nordkap wiedergewählt. Er erhielt die Stimmen von ANC, VF+ und PA. Sein Gegenkandidat Izak Fritz (DA) kam auf 11 Stimmen.

Sitzverteilung in der Provinzversammlung von Nordkap:
EFF: 4
ANC: 15
DA: 7
VF+: 1
PA: 3

| Partei | Partei                                    | Kürzel   | Stimmen | Prozent | Sitze |
| ------ | ----------------------------------------- | -------- | ------- | ------- | ----- |
|        | African National Congress                 | ANC      | 195.267 | 49,34 % | 15    |
|        | Democratic Alliance                       | DA       | 83.848  | 21,19 % | 7     |
|        | Economic Freedom Fighters                 | EFF      | 52.433  | 13,25 % | 4     |
|        | Patriotic Alliance                        | PA       | 34.180  | 8,64 %  | 3     |
|        | Vryheidsfront Plus                        | VF PLUS  | 7.239   | 1,83 %  | 1     |
|        | Northern Cape Communities Movement        | NCCM     | 6.547   | 1,65 %  | 0     |
|        | uMkhonto we Sizwe                         | M.K.     | 3.111   | 0,79 %  | 0     |
|        | ActionSA                                  | ACTIONSA | 2.015   | 0,51 %  | 0     |
|        | Good                                      | GOOD     | 1.849   | 0,47 %  | 0     |
|        | #Hope4sa                                  | #HOPE4SA | 1.745   | 0,44 %  | 0     |
|        | African Christian Democratic Party        | ACDP     | 1.498   | 0,38 %  | 0     |
|        | Congress of the People                    | COPE     | 1.007   | 0,25 %  | 0     |
|        | Build One South Africa                    | BOSA     | 995     | 0,25 %  | 0     |
|        | Pan Africanist Congress of Azania         | PAC      | 701     | 0,18 %  | 0     |
|        | Rise Mzansi                               | RISE     | 627     | 0,16 %  | 0     |
|        | Africa Restoration Alliance               | ARA      | 458     | 0,12 %  | 0     |
|        | African Congress for Transformation       | ACT      | 453     | 0,11 %  | 0     |
|        | Arise South Africa                        | ASA      | 418     | 0,11 %  | 0     |
|        | African Transformation Movement           | ATM      | 412     | 0,10 %  | 0     |
|        | Inkatha Freedom Party                     | IFP      | 303     | 0,08 %  | 0     |
|        | People’s Movement for Change              | PMC      | 188     | 0,05 %  | 0     |
|        | South African Royal Kingdoms Organization | SARKO    | 177     | 0,04 %  | 0     |
|        | All Citizens Party                        | ACP      | 173     | 0,04 %  | 0     |
|        | South African Youth Power Party           | SAY      | 138     | 0,03 %  | 0     |

#### Westkap
In der Provinz Westkap kandidierten 29 Parteien. In der neu gewählten Provinzversammlung sind neun Parteien vertreten, davon fünf mit nur einem Abgeordneten. Die Provinz ist die traditionelle Hochburg der DA, die auch dieses Mal die Mandatsmehrheit gewann. Am 13. Juni 2024 wurde der amtierende Premierminister des Westkap Alan Winde durch die Provinzversammlung mit 26 Stimmen erneut für dieses Amt gewählt. Sein Gegenkandidat Muhammad Khalid Sayed (ANC) erhielt 14 Stimmen.

Sitzverteilung in der Provinzversammlung von Westkap:
EFF: 2
ALJAMA: 1
ANC: 8
Good: 1
NCC: 1
DA: 24
ACDP: 1
VF+: 1
PA: 3

| Partei | Partei                             | Kürzel   | Stimmen   | Prozent | Sitze |
| ------ | ---------------------------------- | -------- | --------- | ------- | ----- |
|        | Democratic Alliance                | DA       | 1.088.423 | 55,30 % | 24    |
|        | African National Congress          | ANC      | 384.853   | 19,55 % | 8     |
|        | Patriotic Alliance                 | PA       | 153.607   | 7,80 %  | 3     |
|        | Economic Freedom Fighters          | EFF      | 104.354   | 5,30 %  | 2     |
|        | National Coloured Congress         | NCC      | 46.770    | 2,38 %  | 1     |
|        | Vryheidsfront Plus                 | VF PLUS  | 28.471    | 1,45 %  | 1     |
|        | Al Jama-ah                         | ALJAMA   | 25.537    | 1,30 %  | 1     |
|        | African Christian Democratic Party | ACDP     | 25.363    | 1,29 %  | 1     |
|        | Good                               | GOOD     | 22.207    | 1,13 %  | 1     |
|        | uMkhonto we Sizwe                  | M.K.     | 11.263    | 0,57 %  | 0     |
|        | Rise Mzansi                        | RISE     | 9.954     | 0,51 %  | 0     |
|        | Africa Restoration Alliance        | ARA      | 8.318     | 0,42 %  | 0     |
|        | Build One South Africa             | BOSA     | 8.028     | 0,41 %  | 0     |
|        | Pan Africanist Congress of Azania  | PAC      | 6.151     | 0,31 %  | 0     |
|        | United Democratic Movement         | UDM      | 5.933     | 0,30 %  | 0     |
|        | ActionSA                           | ACTIONSA | 5.788     | 0,29 %  | 0     |
|        | African Transformation Movement    | ATM      | 5.581     | 0,28 %  | 0     |
|        | Referendum Party                   | RP       | 5.110     | 0,26 %  | 0     |
|        | People’s Movement for Change       | PMC      | 5.074     | 0,26 %  | 0     |
|        | Allied Movement for Change         | AM4C     | 5.065     | 0,26 %  | 0     |
|        | Alliance of Citizens for Change    | A.C.C.   | 2.430     | 0,12 %  | 0     |
|        | Land Party                         | LAND     | 1.865     | 0,09 %  | 0     |
|        | Congress of the People             | COPE     | 1.774     | 0,09 %  | 0     |
|        | Arise South Africa                 | ASA      | 1.772     | 0,09 %  | 0     |
|        | African Independent Congress       | AIC      | 1.481     | 0,08 %  | 0     |
|        | Sizwe Ummah Nation                 | SUN      | 998       | 0,05 %  | 0     |
|        | Inkatha Freedom Party              | IFP      | 824       | 0,04 %  | 0     |
|        | Azania Peaceful Revolution         | AZANIA   | 813       | 0,04 %  | 0     |
|        | Operation Dudula                   | O.D      | 456       | 0,02 %  | 0     |

## Beurteilung des Wahlausgangs
Das Wahlergebnis bedeutete eine schwere Wahlniederlage für den regierenden ANC. Auf nationaler Ebene verlor der ANC prozentual ein knappes Drittel seiner bisherigen Wählerschaft.
Sprecher des ANC bestritten, dass es sich um eine „Katastrophe“ handle, wie einige Kommentatoren geäußert hatten. Auch anderswo in der Welt der demokratischen Staaten sehe man, dass eine Regierungspartei, die 25 Jahre an der Macht sei, irgendwann eine Wahlniederlage erleide. Dies sei ein Zeichen einer ausgereiften Demokratie.
Ein wesentlicher Gewinner der Wahl war die MK-Partei von Ex-Präsident Zuma, die überraschend stark abschnitt und die EFF als drittstärkste Partei ablöste. In KwaZulu-Natal, der Heimatprovinz Zumas, fanden Freudenkundgebungen seiner Anhänger statt. Bei den Wahlen zur Provinzversammlung von KwaZulu-Natal verfehlte die MK-Partei jedoch die absolute Mehrheit. Vertreter der Partei forderten daraufhin eine Neuauszählung der Stimmen.

## Koalitionsgespräche und Präsidentenwahl
In den zwei Wochen nach der Wahl fanden Koalitionssondierungen statt. Die DA erklärte sich prinzipiell zur Bildung einer „Regierungskoalition der nationalen Einheit“ mit dem ANC bereit. Eine Koalition zwischen ANC und DA wurde allerdings von Beobachtern aus inhaltlichen Gründen für nicht unproblematisch gehalten. Die DA gilt vielen schwarzen Südafrikanern weitgehend als Partei der weißen Minderheit. Außerdem vertritt die DA wirtschaftspolitisch eine marktwirtschaftlich-liberale Programmatik, während der ANC auf staatliche Wirtschaftslenkung und Sozialprogramme fokussiert ist. Auch die IFP bekundete ihre Bereitschaft zur Mitwirkung an einer solchen Koalition. Die Linksparteien EFF und M.K. lehnten dagegen eine Koalition mit dem ANC ab. Die MK-Partei hatte den Rücktritt Ramaphosas vom ANC-Parteivorsitz zur Bedingung gemacht, und die EFF lehnte eine gemeinsame Koalition mit der DA ab, da diese Teil einer „imperialistischen Agenda“ sei. Am 14. Juni 2024 trat die neugewählte Nationalversammlung im Convention Center von Kapstadt erstmals zusammen. Bis zum Morgen des 14. Juni 2024 war allerdings noch keine Übereinkunft zwischen ANC und DA erzielt worden, und DA-Verhandlungsführerin Helen Zille erklärte, dass die DA ohne eine solche Übereinkunft Ramaphosa nicht zum Präsidenten wählen werde. Die MK-Partei boykottierte die erste Sitzung, weil sie das Wahlergebnis anzweifelte. Gegen 20:00 Uhr Ortszeit erklärten Vertreter von ANC und DA, dass sie sich auf die Bildung einer Koalitionsregierung zusammen mit kleineren Parteien geeinigt hätten.

## Regierungsbildung
Am 14. Juni 2024 wählte das Parlament Ramaphosa mit 283 von 339 Stimmen in geheimer Wahl erneut zum Präsidenten der Republik Südafrika. Für den 71-Jährigen ist es die zweite Amtszeit, die bis Mai 2029 reicht. Ramaphosas einziger Gegenkandidat Julius Malema von den Economic Freedom Fighters kam auf 44 Stimmen. Die Nationalversammlung vereidigte auch ihre Speakerin (Thoko Didiza, ANC) und deren Stellvertreterin (Annelie Lotriet, DA).
Bis zum 17. Juni 2024 hatten insgesamt fünf Parteien ihren Willen zur Teilnahme an der „Regierung der Nationalen Einheit“ (Government of National Unity, GNU) erklärt: ANC, DA, IFP, GOOD und Patriotic Alliance. Die fünf Parteien waren mit insgesamt 273 Abgeordneten (68 %) in der Nationalversammlung vertreten. In den folgenden Tagen gaben weitere Parteien entsprechende Interessensbekundungen ab: am 18. Juni 2024 der Pan Africanist Congress (PAC), am 20. Juni 2024 die Vryheidsfront Plus (VF+), am 21. Juni 2024 das United Democratic Movement (UDM) und Rise Mzansi und am 22. Juni 2024 Al Jama-ah.
Am 30. Juni 2024 stellte Präsident Ramaphosa sein aus 32 Ministern und Ministerinnen bestehendes Kabinett Ramaphosa III vor. 20 Kabinettsposten (mehr als 60 %) gingen an ANC-Parteimitglieder. Die Democratic Alliance erhielt 6 (weniger als 20 %) und damit deutlich weniger als die 11 Kabinettsposten, die sie zunächst gefordert hatte. Der DA-Fraktionsvorsitzende John Steenhuisen bekam auch nicht den Posten des Vizepräsidenten, sondern erhielt die Zuständigkeit für das Landwirtschaftsministerium. Das Landwirtschaftsministerium ist für die weiße Bevölkerung Südafrikas nicht ohne Bedeutung. Viele weiße südafrikanische Farmer fühlen sich durch die Forderungen beispielsweise der M.K.-Partei und der Economic Freedom Fighters (EFF) nach einer Landreform und Verstaatlichung des weißen Grundbesitzes bedroht. Bemerkenswerterweise wurde aus dem Landwirtschaftsministerium der Bereich „Landreform und ländliche Entwicklung“ ausgegliedert und in ein eigenes Ministerium überführt. Die Zuständigkeit hierfür erhielt ein Vertreter des Pan Africanist Congress (PAC), einer Partei, die im Wahlkampf gefordert hatte, das Land zu „dekolonisieren und an seine ursprünglichen Eigentümer zurückzugeben“. Die wesentlichen Schlüsselministerien, insbesondere das Handels- und Industrieministerium, blieben in der Hand des ANC. Innerhalb des ANC und erst recht von Seiten der Opposition gab es erhebliche Reservationen, diese Ministerien in die Hand der DA zu geben, da dieser vorgeworfen wurde, nicht genügend für das Black Economic Empowerment (wirtschaftliche Stärkung der Schwarzen) in der immer noch von Weißen dominierten Wirtschaft Südafrikas einzutreten. Das Ministerium für öffentliche Arbeiten und Infrastruktur ging an die DA, die versprach, mit der Korruption aufzuräumen, und die Investitionen in die Infrastruktur zu verbessern um „Südafrika in eine große Baustelle zu verwandeln, was die Wirtschaft ankurbeln und Arbeitsplätze schaffen“ werde.